# Betalsamtal
Ett betalsamtal är en telefonitjänst där uppringaren betalar en avgift till mottagaren, utöver teleoperatörens avgift.
Samtalet omfattar i allmänhet näringsverksamhet i form av professionell rådgivning genom ett callcenter, nummerupplysning, spådom, telefonsex eller dejting.
Telia 900, Telias nummertjänst för betalnummer, stängdes ner 2022. Det finns dock andra leverantörer av betalsamtal kvar i Sverige. 